# Ed O’Neill

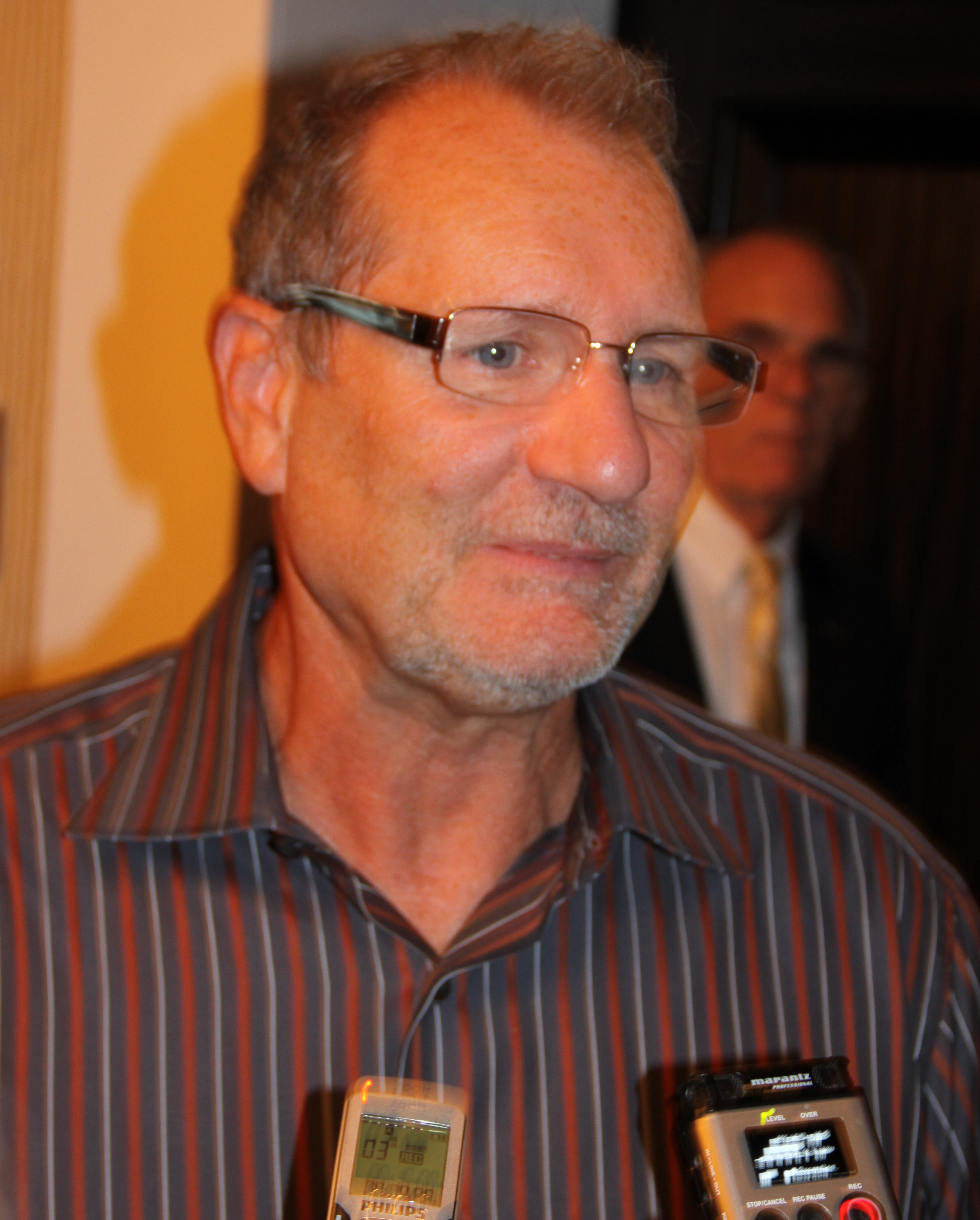
Ed O’Neill (2010)

Ed O’Neill, właśc. Edward Leonard O’Neill (ur. 12 kwietnia 1946 w Youngstown) – amerykański aktor, występował w roli Ala Bundy’ego w serialu Świat według Bundych oraz Jaya Pritchetta w serialu Współczesna rodzina. Zagrał również w takich filmach jak: Świat Wayne’a, Świat Wayne’a 2 oraz Zadanie specjalne. Był dwukrotnie nominowany do nagrody Złotego Globu (1992, 1993).
30 sierpnia 2011 otrzymał własną gwiazdę w Alei Gwiazd w Los Angeles znajdującą się przy 7021 Hollywood Boulevard.

## Życiorys

### Wczesne życie
Urodził się w Youngstown, Ohio w rodzinie irlandzkich katolików. Jego matka Ruth Ann (z domu Quinlan) była pracowniczką społeczną, natomiast jego ojciec, Edward Phillip O’Neill, był kierowcą ciężarówek.
Ed uczęszczał do średniej szkoły urszulanek w Youngstown i studiował na Ohio University w Athens, gdzie był członkiem korporacji akademickiej Delta Sigma Phi i Youngstown State University. O’Neill został zawodnikiem drużyny futbolu amerykańskiego Pittsburgh Steelers, w której grał na pozycji wspomagającego. Został zwolniony przed rozpoczęciem sezonu 1969. Później w serialu Świat według Bundych grał szkolną gwiazdę futbolu amerykańskiego, której „dni chwały” już dawno minęły i która zaliczyła 4 przyłożenia w jednym meczu.
Tuż przed rozpoczęciem kariery aktorskiej O’Neill był nauczycielem na Youngstown’s Ursuline High School.

### Kariera
O’Neill zagrał Lenny’ego w wystawionej na scenie sztuce Myszy i ludzie na American Repertory Theater w Cambridge w stanie Massachusetts. Potem występował w kilku filmach takich jak Kolekcjoner kości, Little Giants czy Dutch. Wystąpił również w remake’u kryminalnego serialu telewizyjnego Obława (org. Dragnet).
O’Neill jest jednak szczególnie znany z roli Ala Bundy’ego w serialu Świat według Bundych, który jest jednym z najdłużej emitowanych serialów komediowych w USA. Pierwotnie rola ta została zaproponowana Samowi Kinisonowi, który odrzucił ją, nie zdając sobie sprawy, że traci rolę w części amerykańskiej i światowej kultury. Serial został stworzony przez Michaela G. Moye oraz Rona Leavitta.
Wystąpił także w filmach Świat Wayne’a i Świat Wayne’a 2, jednak była to bardzo mała rola. Grał też Relisha, króla trolli w miniserialu The 10th Kingdom. W serialu 8 Simple Rules zagrał epizodyczną rolę – dawnego chłopaka Katey Sagal, a następnie wystąpił w serialu sieci telewizyjnej NBC o nazwie Prezydencki poker.
Ostatnią ważną postacią graną O’Neilla był Bill Jacks z serialu John z Cincinnati. Obecnie O’Neill reklamuje serwis „AOL Video”. Występuje również w kilku innych reklamach.
Od 2009 O’Neill wciela się w rolę Jaya Pritchetta w sitcomie stacji ABC Współczesna rodzina. Rola przyniosła mu trzy nominacje do nagród Emmy w latach 2011–2013.

## Życie prywatne
Ożenił się z aktorką Catherine Rusoff, która w 1991 roku wystąpiła gościnnie w Świecie według Bundych. W 1989 para była w separacji, ale w 1993 roku pogodziła się. O’Neill ma dwie córki (ur. 1996 i 1999 w Venice (Kalifornia)). Od piętnastu lat pod okiem Roriona Gracie trenuje brazylijskie jiu-jitsu. Z tą sztuką walki zapoznał go reżyser John Milius. W 2007 roku O’Neill zdobył czarny pas w BJJ (brazylijskim ju jitsu).
17 października 2008 O’Neill w trakcie wiecu Baracka Obamy zabrał głos i wypowiedział się na temat jego kandydatury na prezydenta USA. Poparł on wówczas kandydata Partii Demokratycznej. Cztery dni później opublikowano reklamę z Edem O’Neillem jako Alem Bundym, która prezentowała plan Obamy wyjścia z kryzysu finansowego.

## Filmografia
- Wszystkie moje dzieci (All My Children, 1970)
- Wybawienie (Deliverance, 1972) jako policjant
- The Day the Women Got Even (1980) jako Ed
- Zadanie specjalne (Cruising, 1980) jako detektyw Schreiber
- Psy wojny (The Dogs of War, 1980) jako Terry
- Farrell for the People (1982) jako detektyw Jay Brennan
- Kiedy twój kochanek odchodzi (When Your Lover Leaves, 1983) jako Mack Shore
- Policjanci z Miami (Miami Vice, 1984) S1E02 jako Arthur Lawson/Artie Rollins
- Braker (1985) jako Danny Buckner
- Jednoręki mistrz (A Winner Never Quits, 1986) jako Whitey Wyshner
- Popeye Doyle (1986) jako Jimmy ‘Popeye’ Doyle
- Świat według Bundych (Married... with Children, 1987–1997) jako Al Bundy.
- Prawo do śmierci (Right to Die, 1987)
- Szkoła gladiatorów (Police Story: Gladiator School, 1988) jako sierżant Stanley Bivens
- K-9 (1989) jako Brannigan
- Zbrodnia niedoskonała (Disorganized Crime, 1989) jako George Denver
- Przygody Forda Fairlane’a (The Adventures of Ford Fairlane, 1990) jako Amos
- A Very Retail Christmas (1990)
- Siostrzyczki (Sibling Rivalry, 1990) jako kapitan Wilbur Meany
- Bezduszne Prawo (The Whereabouts of Jenny, 1991) jako Jimmy O’Meara
- Do szaleństwa (Dutch, 1991) jako Dutch
- Świat Wayne’a (Wayne’s World, 1992) jako Glen
- Świat Wayne’a 2 (Wayne’s World 2, 1993) jako Glen
- Nick’s Game (1993) jako Ron Hawthorne
- Giganciki (Little Giants, 1994) jako Kevin O’Shea
- Drużyna asów (Blue Chips, 1994) jako Ed
- Projekt Kronos (W.E.I.R.D. World, 1995) jako dr Monochian
- Prefontaine (1997) jako Bill Dellinger
- Hiszpański więzień (The Spanish Prisoner, 1997) jako szef FBI
- Kolekcjoner kości (The Bone Collector, 1999) jako detektyw Paulie Sellitto
- Dziesiąte królestwo (The 10th Kingdom, 2000) jako Relish Król Troll
- Numer stulecia (Lucky Numbers, 2000) jako Dick Simmons
- Niczyje dziecko (Nobody’s Baby, 2001) jako Norman Pinkney
- Zbrodnie Nowego Jorku (2001) jako detektyw Michael Mooney
- Obława (Dragnet, 2003–2004) jako Joe Friday
- Spartan (2004) jako Burch
- In the Game (2005) jako Buzz
- Steel Valley (2005) jako Kongresmen Cardone
- Inseparable (2006) jako Alan
- John z Cincinnati (2007) jako Bill Jacks
- Współczesna rodzina (2009) jako Jay Pritchet
- Policjanci z Miami (Miami Vice, 1984–1989) jako Arthur Lawson/Artie Rollins
- Detektyw Hunter (Hunter, 1984–1991) jako Dan Colson
- The Equalizer (1985–1989) jako lekarz
- Spenser: For Hire (1985–1988) jako Buddy Almeida
- Midnight Caller (1988–1991) jako Hank
- Top of the Heap (1991) jako Al Bundy
- Prezydencki poker (The West Wing, 1999–2006) jako Gubernator Eric Baker
- Gdzie jest Dory? (Finding Dory, 2016) jako Hank (głos)
- 8 prostych zasad (2002–2005) jako Matt